# شيكاغو
شيكاغو (بالإنجليزية: Chicago) هي ثالث أكبر مدينة في الولايات المتحدة الأمريكية سكاناً بعد مدينة نيويورك ولوس أنجلوس. تقع مدينة شيكاغو في ولاية إلينوي. عدد سكانها ما يقارب 8,6 مليون نسمة، تشتهر شيكاغو بأنها أحد أكبر مدن العالم وإن لم تكن أكبرها فأنها أحد أكثر المدن إحتضاناً لجميع جنسيات العالم. يشكل البيض أغلبية في شيكاغو حيث يمثلون 45% ثم يأتي السود 32.9%.
تعد شيكاغو اليوم مركزاً عالمياً مهماً اقتصادياً وتجارياً وصناعياً وعلمياً وفي مجالات النقل والسفر والسياحة والاتصالات خاصة مع وجود مطار أوهير الدولي بها الذي احتفظ طويلا بلقب أكثر مطارات العالم إزدحاماً. في العام 2012 استقبلت شيكاغو 46.37 مليون سائحا من داخل وخارج الولايات المتحدة محققة بذلك رقماً قياسياً لعدد السائحين الذين زاروا المدينة.
تتميز المدينة بالتنوع الكبير في نشاطاتها وإسهاماتها في مختلف المجالات الثقافية والموسيقية والفنية مثل المسرح والسينما والرواية وموسيقى الجاز والبلوز والسول.

## تاريخ
اسم «شيكاغو» اتخذ بالفرنسية من السكان الأصليين، أصل الكلمة شيكاوكا (shikaawka)، أي «الكراث البري». في البداية كان ينطبق على النهر، ولكن في وقت لاحق جاء للدلالة على ما هو حاليا موقع المدينة.
تنتمي كلمة شيكاغو إلى لغة الألنجوكي وهي إحدى لغات عديدة كان الهنود الحمر يتحدثون بها، معنى شيكاغو في تلك اللغة «الرائحة القوية», والسبب في هذه التسمية أن المكان الذي تشغله المدينة اليوم كان في الأصل حقولاً شاسعة خصصها الهنود الحمر لزراعة البصل الذي تسببت رائحته النفاذة في هذا الاسم.
شيكاغو معقل للحزب الديمقراطي وكانت موطنا لكثير من السياسيين المؤثرين، بما في ذلك الرئيس السابق للولايات المتحدة باراك أوباما.

## المناخ في شيكاغو
صيف «شيكاغو» :
عادة ما يكون معتدلا والرطوبة العالية ودرجات الحرارة تصل في العادة ما بين 78 ° فهرنهايت و 92 ° فهرنهايت (26 درجة مئوية إلى 33 درجة مئوية). وعادة ما تنخفض إلى نحو 65 ° فهرنهايت (18 مئوية)، ولكن يمكن في بعض الأحيان أن تبقى أعلى بكثير من 70 درجة فهرنهايت (21 مئوية). وتأتي الأمطار السنوية في المتوسط نحو 36 بوصة (920 ملم).
الصيف في شيكاغو عرضة لعواصف رعدية وأمطار، وصيف شيكاغو هو في الواقع أشد المواسم مطرا.
شتاء «شيكاغو»:
يعتبر متغير ومتقلب، ولكن يعتبر الشتاء معتدلا. متوسط سقوط الثلوج 38.0 بوصة (49 سم) ويتراوح ما بين 9.8 و 89.7 بوصة (25 سم و 221 سم).
درجات الحرارة يمكن أن تتفاوت بصورة عشوائية في غضون أسبوع واحد، ولكن تبقى لفترات طويلة دون 32 ° فهرنهايت (0 درجة مئوية) وهذا شائع في كانون الثاني / يناير وشباط / فبراير. درجة الحرارة في كانون الثاني / يناير في المتوسط نحو 29 ° فهرنهايت (-2 درجة مئوية) في فترة بعد الظهر، و 14 ° فهرنهايت (-10 درجة مئوية) في الليل.
ويمكن ان تنخفض درجات الحرارة أقل من 0 ° فهرنهايت (-18 درجة مئوية) في بعض أيام الشتاء أو قد ترتفع درجات الحرارة في منتصف فصل الشتاء لتتجاوز 50 فهرنهايت (10 درجة مئوية).

## السكان
خلال الـ100 سنة الأولى من نشأتها كانت شيكاغو إحدى أسرع المدن نمواً في العالم، كان يسكن المدينة إبان تأسيسها عام 1833 أقل من 200 شخص حيث كان تعتبر المنطقة هي الحدود الأميركية الشمالية، وفي إحصاء بعدها بسبع سنوات أصبح عدد سكان المدينة 4000 وفي غضون 40 سنة تطور عدد السكان من 30 ألف عام 1850 إلى حوالي المليون بحلول عام 1890 لتصبح شيكاغو مع نهاية القرن التاسع عشر المدينة الخامسة من حيث عدد السكان في العالم وقتها. , والمدينة الأكبر التي تأسست في ذلك القرن.
في خلال 60 عام من حريق شيكاغو الكبيرة عام 1871 قفز عدد السكان من 300 ألف إلى أكثر من 3 ملايين شخص، لتصل إلى ذروة تمددها السكاني عام 1950 حيث كان يقطن المدينة 3.6 مليون شخص.
خلال آخر عقدين من القرن التاسع عشر شكلت شيكاغو وجهة لأعداد كبيرة من المهاجرين من أيرلندا، وغرب وشمال ووسط أوروبا وبالذات من إيطاليا، بولندا، يهود أوروبا، بوسنيا وتشيكيا.]]. حيث شكّلت الأسس الصناعية للمدينة عنصر جذب كبير للطبقة العاملة القادمة من هذه البلاد كما جذبت المدينة العديد من الأميركيين ذو الأصول الأفريقية من جنوب البلاد تضاعفت أعدادهم في المفترة الممتدة بين عامي 1910 و 1920 ومن ثم بين عامي 1920 و 1930.

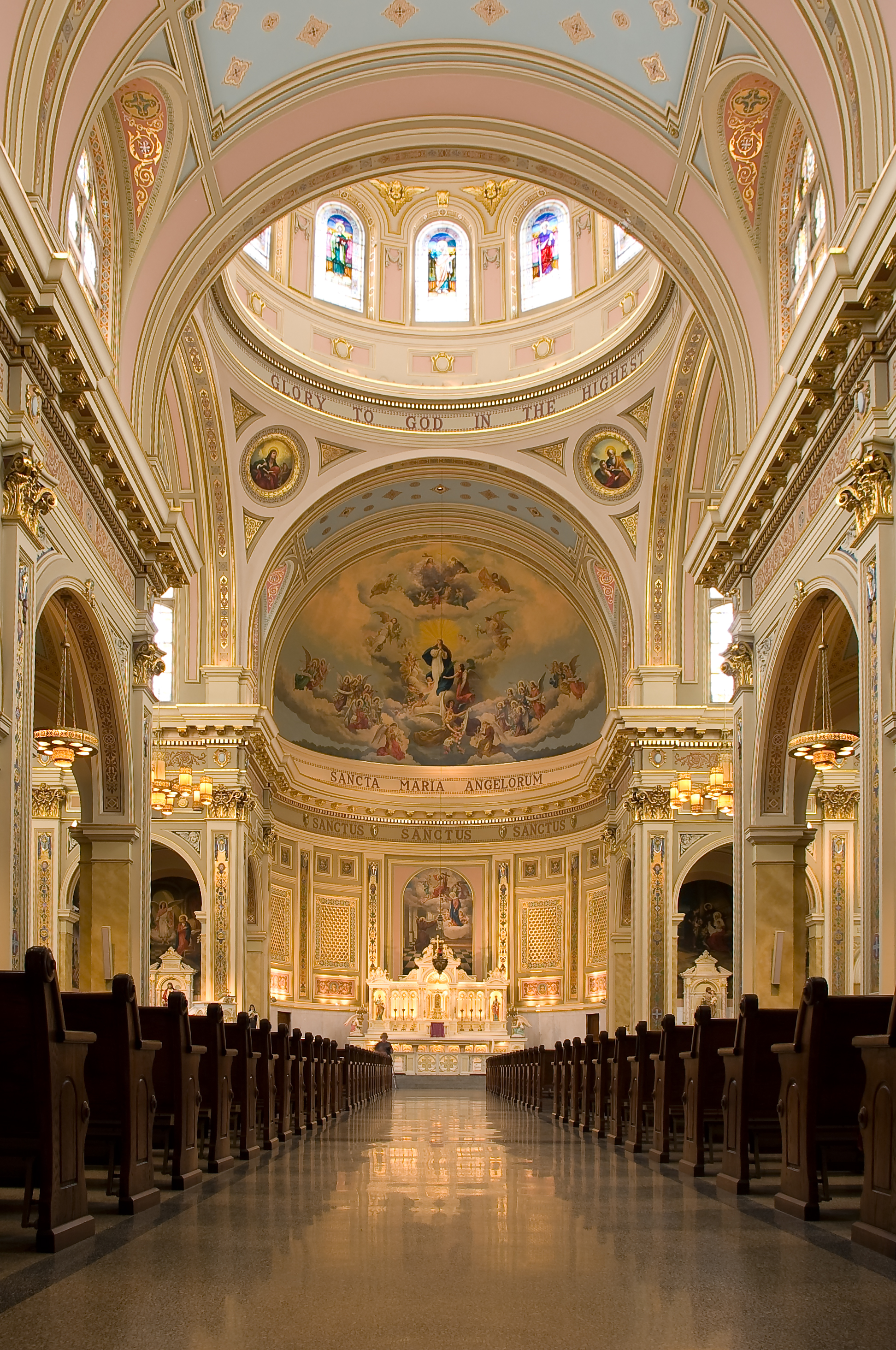
كنيسة القديسة مريم في شيكاغو، إحدى ثلاث كنائس مبنية على الطراز البولندي.

الأغلبية العظمى من الأميركيين ذو الأصول الأفريقية انتقلت إلى شيكاغو خلال هذه الفترة لتعيش في المنطقة التي لقبت باسم الـ«حزام الأسود» جنوب المدينة. ليصبح بذلك الجانب الجنوبي للمدينة يحتوي على ثاني أكبر كثافة للأميريكية ذو الأصول الأفريقية في الولايات المتحدة الأميركية بعد منطقة الهارلم في نيويورك.

### الديانات
المسيحية هي الديانة التي يعتنقها معظم السكان، ويوجد في منطقة شيكاغو الكبرى أتباع لديانات أخرى كالـيهودية والإسلام والهندوسية والسيخية والبوذية والبهائية وغيرهم.
ويظهر أثر التاريخ الديني في شيكاغو في العديد من الأبنية والأنماط المعمارية والمؤسسات، حيث ينتمي العديد من هذه الآثار لأصل مسيحي وبالأخص الأثر المعماري الكاثوليكي.
استضافت المدينة أول برلمانيين للأديان في العالم سنة 1893 و 1993 . وتحتوي المدينة على العديد من المؤسسات اللاهوتية كقاعات المؤتمرات والجامعات وأبرزها مدرسة اللومبارد اللاهوتية ومؤسسة مودي للكتاب المقدس ومؤتمر شيكاغو اللاهوتي ومعهد اللاهوت اللوثري بالإضافة إلى الكنيسة الآشورية في الشرق. كما تعتبر شيكاغو المركز الرئيس للعديد من الفرق الدينية كالكنيسة الآشورية في الشرق وكنيسة الميثاق الإنجيلية وكنيسة أمريكا اللوزرية الإنجيلية.
زار شيكاغو العديد من القادة الدينيون في العالم في مناسبات عدة كالأم تيريزا والديلاي لاما. والبابا مار يوحنا بطرس الثاني الذي زار المدينة عام 1979 في أول زيارة له إلى الولايات المتحدة الأمريكية بعد إعلانه بابا سنة 1978. .

### العرب في شيكاغو
يوجد في شيكاغو عدد كبير من العرب يسكنون باطمئنان وراحة وبعضهم تملك هناك منازل ومطاعم ولهم شهرة. وهناك أيضا عرب خرجوا ولم يعودوا وبقيوا هناك لراحة سكنهم ومعيشتهم. يتركز العرب بمنطقة كدزي وكمبل شمال شيكاغو وفي ضاحية بردج فيو حيث يشكل العرب 7,2٪ من سكان الضاحية.

## الاقتصاد
راجع: بورصة شيكاغو التجارية

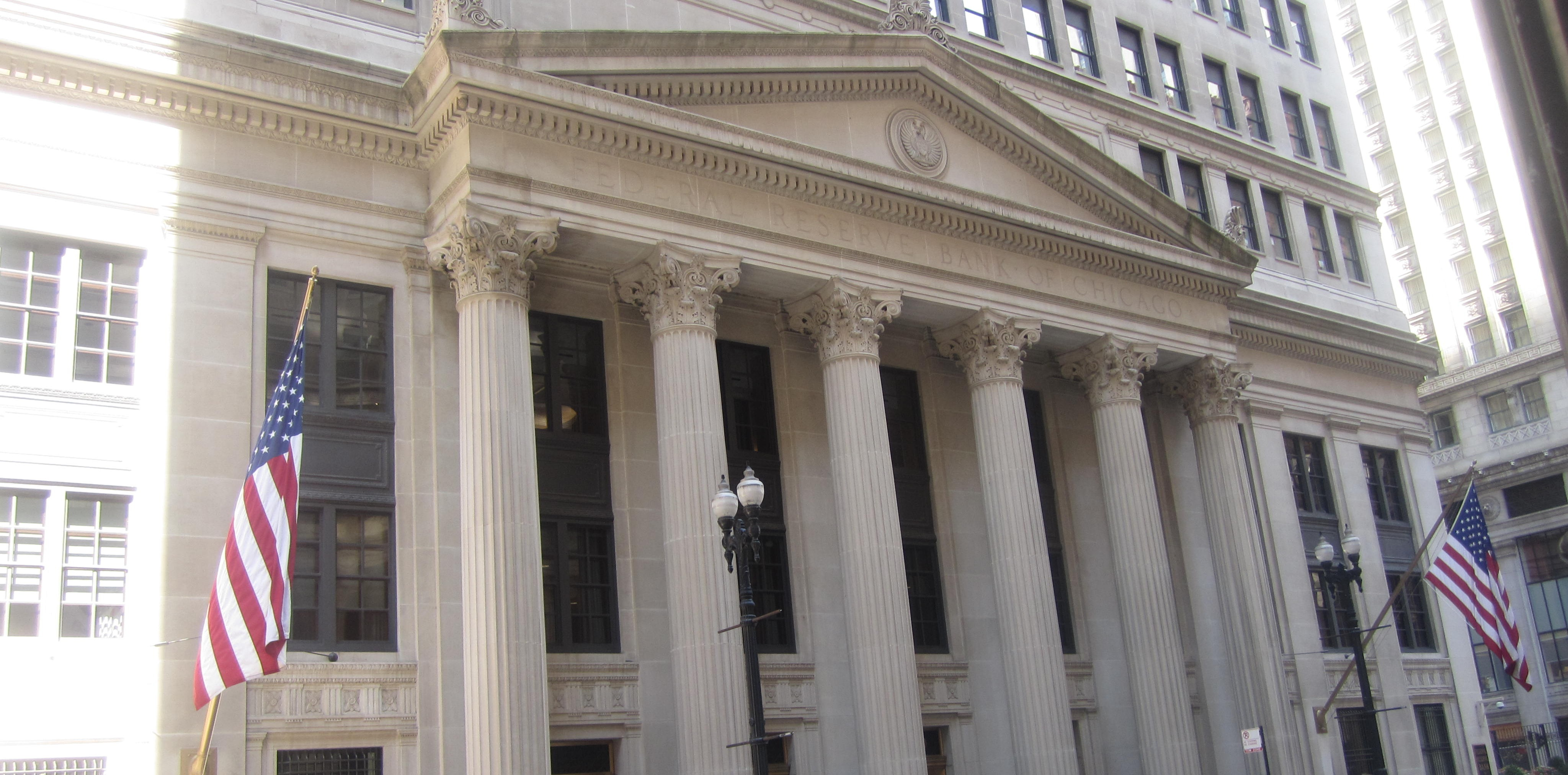
مبنى مصرف الإحتياط الفيدرالي في شيكاغو

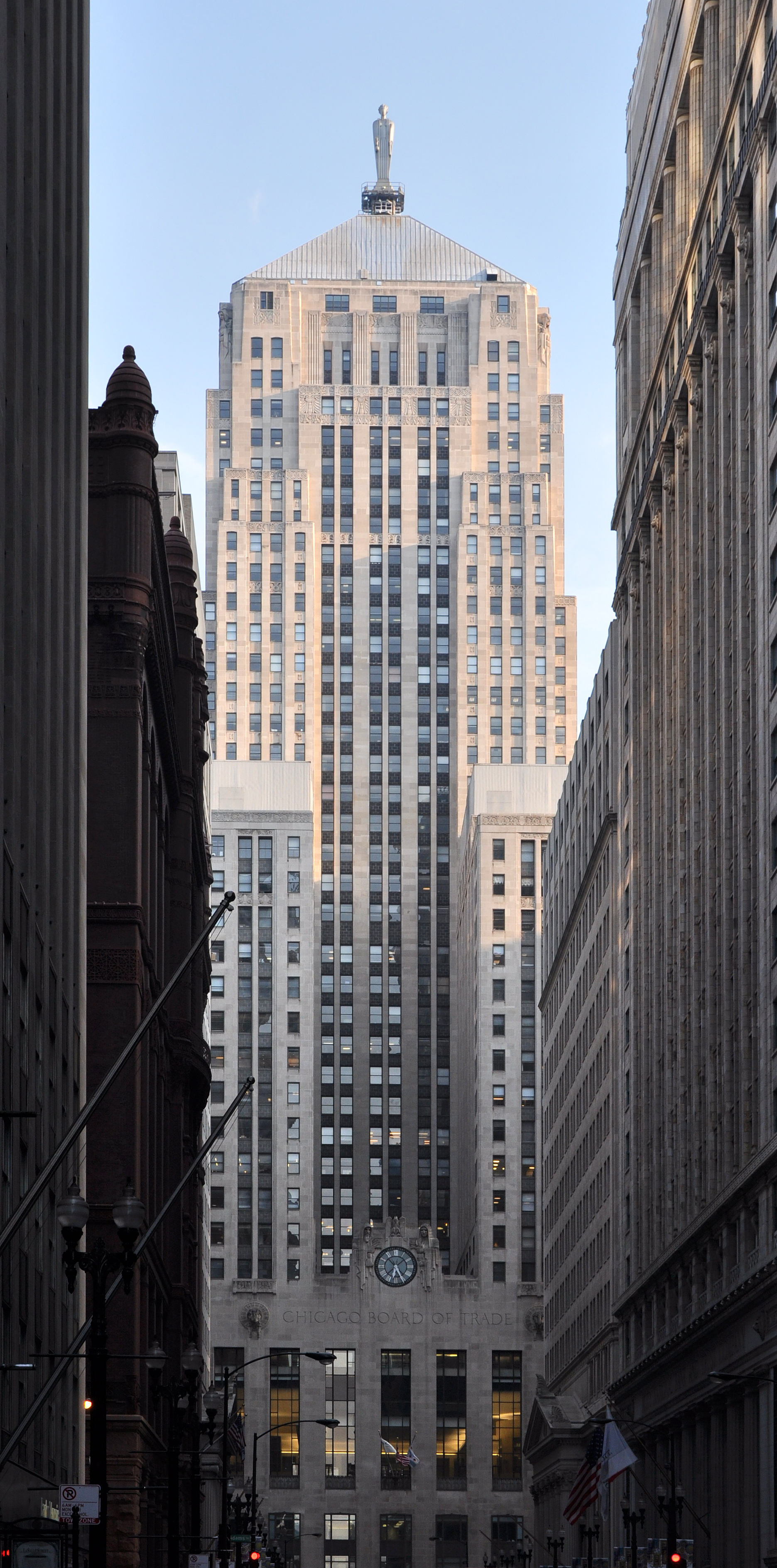
مركز شيكاغو بورد أوف ترايد

تمتلك مدينة شيكاغو وضواحيها ثالث أكبر ناتج اقتصادي مالي بين التجمعات السكانية في الولايات المتحدة الأميركية حيث قدر هذا الناتج في سنة 2010 بـ532 مليار دولار، ويسبقها فقط مدينتا نيويورك ولوس أنجلوس مع ضواحيهما، وقد تم تصنيف المدينة أيضاً في المرتبة الأولى في أميركا من حيث التوازن الاقتصادي وذلك بسبب التنوع الكبير في النشاطات الاقتصادية القائمة فيها. وتم تسميتها كمركز الأعمال الرابع من حيث الأهمية في العالم من قبل مركز ماستر كارد العالمي للتجارة، وفي العام 2014 سجلت شيكاغو وضواحيها أكبر عدد من الشركات الجديدة المسجلة في الولايات المتحدة الأميركية. كما أنها تمتلك ثالث أكبر يد عاملة في مجالي العلوم والهندسة في البلاد. وقد حلت عام 2009 في المرتبة التاسعة في ترتيب الـ (UBS AG | USB) لأغنى المدن في العالم. وقد شكّلت شيكاغو في تاريخها القاعدة التجارية الرئيسية للعديد من الصناعيين من أمثال جون كريرار، جون وايتفيلد بون، ريشارد تيللير كراين، مارشال فيلد، جون فيرويل وجوليوس روزينالد بالإضافة للعديد من رجال الأعمال البارزين الذين ساهموا في صياغة أساسات الصناعات في الوسط الغربي للولايات المتحدة والعالم.
شيكاغو هي مركز اقتصادي أساسي في العالم، حيث يشكل الشيكاغو لوب ثاني أكبر حي تجاري في الولايات المتحدة، يقع فيها المركز مصرف الاحتياط الفيدرالي لشيكاغو وهي مركز لعدد كبير من المراكز الاقتصادية ومراكز البورصات كبورصة شيكاغو وبورصة البورد أوبشن والبورصة التجارية التين تمتلكهما شركة سي أم إي التي تمتلك أيضاً مركو تبادل السلع التجارية، مركز شيكاغو بورد أوف ترايد ومؤشر الداو جونز.]].
تحتوي شيكاغو وضواحيها على ثالث أكبر كتلة من اليد العاملة في الولايات المتحدة الأمريكية بعدد قدر بـ4.48 عامل عام 2014. . ، بالإضافة لذلك تضم المدينة 12 من أكبر 500 شركة في العالم و17 من أكبر 500 مركز اقتصادي في العالم حسب جريدة الفاينانشل تايمز وتحتوي على مقر شركة بناء الطائرات العملاقة بوينغ التي انتقلت من مدينة سياتل إلى شيكاغو عام 2001. ومقر شركة كرافت للتغذية ومطاعم ماكدونالدز للوجبات السريعة التين يقعان في ضواحي شيكاغو بالإضافة لشركتي سيرز هولدنغ وموتورولا والعديد من الشركات الكبرى الأخرى.
تلعب الصناعة، الطباعة، النشر والتصنيع الغذائي أيضاً دوراً أساسياً في اقتصاد المدينة، فالعديد من شركات التصنيع الطبي وشركات الخدمات تتمركز في منطقة شيكاغو كالباكستر إنترناسيونال ومختبرات أبوت وقسم الخدمات الصحية في شركة جينيرال إليكتريك وشبكة طيران اليونايتد إيرلاين كما شركة GE للمواصلات التي انتقلت إلى المدينة عام 2013 بالإضافة لشركة أشر دانييل ميدلاند للزراعة العملاقة.، كما أن شبكة إعمار إلينوي وميشيغان التي لعبت دوراً بنقل البضائع من البحيرة العظمى جنوب الميسيسبي لسكك الحديد في القرن التاسع عشر قد لعبت دوراً كبيراً في تحويل شيكاغو إلى مركز شحن ونقل أساسي في الولايات المتحدة. عام 1840 أصبحت شيكاغو تشكل مرفئاً أساسياً لنقل الحبوب وفي الخمسينات والستينات من القرن التاسع عشر إزدهرت وتوسعت تجارة لحوم الخنازير والأبقار، مما أدى لنمو شركات اللحوم في المدينة في وقتها على رغم أنها لم تعد تشكل ثقل اقتصادي كبير حالياً في شيكاغو لكن استمرت المدينة لتصبح مركز رئيسي لنقل وتوزيع البضائع. كما أصبحت المدينة في نهاية القرن العشرين لغاية الآن مركز استقطاب لمشاريع الخدمات الالكترونية على شبكة الإنترنت بسبب كثافة سكانها ومركزها كمركز توزيع للبضائع ووجود اليد العاملة الكبيرة والخبيرة فيها.
شكلت شيكاغو مركزاً مهماً لقطاع البيع بالتجزئة في أميركا منذ بداية تطورها حيث كانت مقراً لشركات مونتغمري وارد، سيرز ومارشال فيلدز. حالياً يتمركز في المنطقة الحضرية في شيكاغو العديد من شركات البيع بالتجزئة وأبرزهم والغرين، سيرز هولدنغ كوبورايشن، آيس هاردويير، كليرز، أولتا بيوتي وكرايت وباريل.
تعتبر شيكاغو وجهة للعديد من أبرز المؤتمرات الدولية ويشكل الـماكمورميك بلايس أبرز مركز للمؤتمرات فيها حيث يضم أربع أبنية متصلة ببعض ويعد أكبر مركز من نوعه في الولايات المتحدة وثالث أكبر مركز في العالم. وتحتل شيكاغو المركز الثالث في البلاد وراء لاس فيغاس وأورلاندو من حيث عدد المؤتمرات التي تستضيفها سنوياً.

## الحضارة المعاصرة

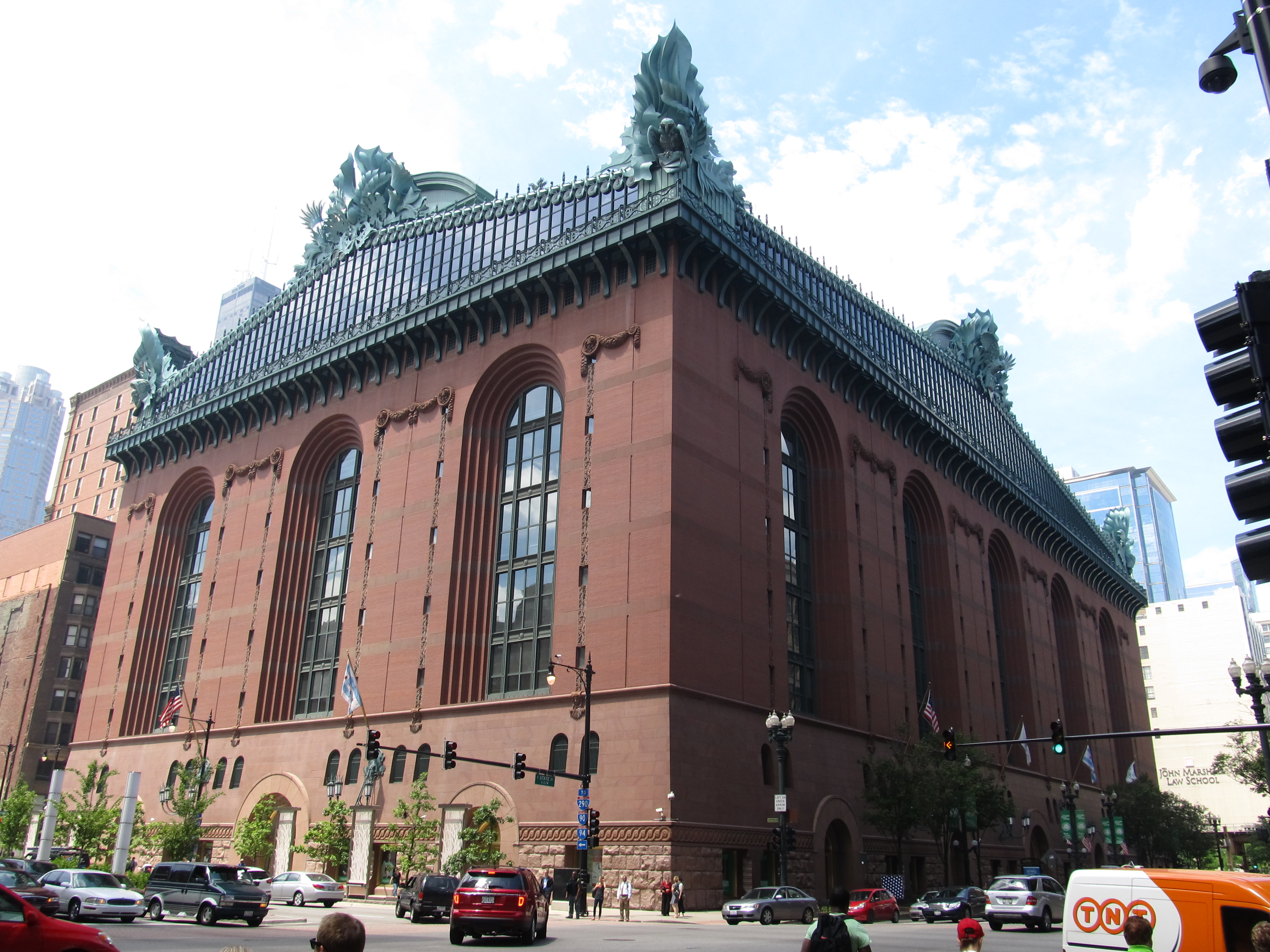
مكتبة هارولد واشنطن، إحدى أهم المكتبات العامة في شيكاغو

موقع المدينة المواجه للبحيرات والنوادي الليلية المتواجدة فيها جعلت من شيكاغو تستقطب العديد من السواح والمقيمين حيث ينمركز ثلث عدد السكان في الأحياء المقابلة للبحيرات كالروجر بارك في الشمال والساوث شور في الجنوب. وتحتوي المدينة على العديد من المطاعم الفخمة ومدارس الطهي في التي تتنوع بتنوع الأحياء الإثنية والغرقية المختلفة المتواجدة في المدينة كالأحياء الصينية، البورتوريكية، الفييتنامية، الإيطالية واليونانية.
وسط المدينة هو مركز شيكاغو الاقتصادي والثقافي والتجاري والحكومي ويحتوي على بارك شيكاغو الكبير والعديد من ناطحات السحاب والعديد من أبنية المؤسسات التجارية الكبيرة على صعيد شيكاغو والولايات المتحدة الأميريكية.
تضم المدينة مركز حديقة حيوانات لينكولن الشهير الذي يقع ضمن متنزه لينكولن، كما تحتوي أحياء النورث غاليري والنير نورث سايد على ثاني أكبر مجموعة للمعارض واللوحات الفنية في الولايات المتحدة بعد نيويورك.
يضم حي الساوث سايد متنزه الهايد بارك التي تقع فيه جامعة شيكاغو التي تصنف من ضمن أهم 10 جامعات في العالم. وتضم أيضاً متحف العلوم والصناعة ويقع فيها البيرنهام بارك الذي يمتد حول الواجهة المائية. كما يقع إثنين من أكبر المتنزهات في هذا الجزء من المدينة وهما الجاكسون بارك الذي يحاذي الواجهة حيث اسنضاف هذا المتنزه المعرض الكولومبي العالمي عام 1893 وهو مقر للمتحف الكولومبي وعلى الجانب الغربي منه يقع الواشنطن بارك. المتنزهين يتصلان ببقعة مواقف سيارات كبيرة تسمى الميدواي بلازانس التي تنتشر بمحاذاة جامعة شيكاغو. الجانب الجنوبي يستضيف أكبر مهرجان في المدينة وهو مهرجان السود الأميركان والذي يبدأ من البرونزفيل لينتهي بالواشنطن بارك. تضم المنطقة أيضاً معمل تجميع لسيارات فورد والذي يقع في هوغويويش كما يقع معظم أجزاء مرفأ شيكاغو في الجزء الجنوبي.

### الفنون
تحتوي شيكاغو على العديد من شركات المسارح المعاصر كالستيبينوولف والفيكتوري غاردن والغودمان ومسرح شكسبير ومسارح برودواي في شيكاغو التي تقدم عروض بطريقة برودواي وتحتوي على خمس مسارح. منذ عام 1968 بدء تعطى جائزة جوزف جيفيرسون السنوية لأفضل المسارح في شيكاغو.
أبرز العروض الموسيقية الكلاسيكية في المدينة هي الـشيكافو سيمفوني أروكسترا التي تقدم عروضها في مركز السيمفونيات وتعتبر من أهم الأوركسترات في العالم. كما يقدم مركز السيمفونيات العديد من الأنواع الموسيقية الأخرى المختلفة والمتنوعة ثقافيا. وتنشط في الصيف الحفلات الخارجية في متنزهات المدينة.
ومن فرق الفنون الأخرى تبرز باليه جوفري وشيكاغو فيسنيفال باليه يقدمون عروضهم في صالات مختلفة من ضمنها مسرح هاريس في متنزه الميلانيوم. وتحتوي المدينة أيضاً على العديد من فرق الرقص المعاصرة وأبرزها الهيوبارد ستريت دانس والدانس كراشرز

### السياحة
اجتذبت شيكاغو عام 2012 34 مليون سائح داخلي و 11 مليون مسافر لأسباب تتعلق بالعمل و 1.4 مليون سائح من خارج البلاد. وقد ساهم هؤلاء الزوار بحوالي 12 مليار دولار من اقتصاد المدينة. وأبرز مناطق الجذب السياحي في شيكاغو هي مراكز التسوق في أحياء الماغنيفيسونت مايل والستايت ستريت بالإضافة للعديد من المطاعم وهندسة شيكاغو المعمارية المميزة التي ما زالت تجذب السواح إلى الآن. تعتبر المدينة ثالث أكبر وجهة للمؤتمرات في الولايات المتحدة. حلت المدينة في المركز الرابع في دراسة عام 2011 حول أكثر المدن التي يمكن التجول فيها سيراً على الأقدام من ضمن 50 مدينة تمت دراستها في الولايات المتحدة.

## الرياضة

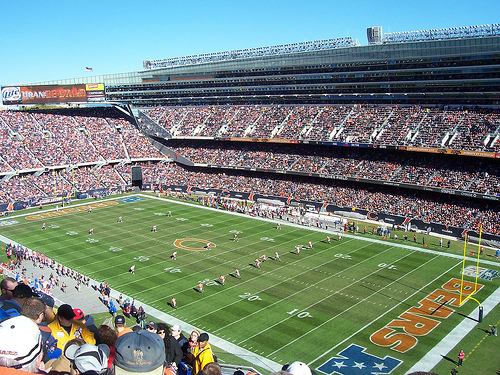
ملعب السوليدير فيلد الخاص بفريق شيكاغو بيرز

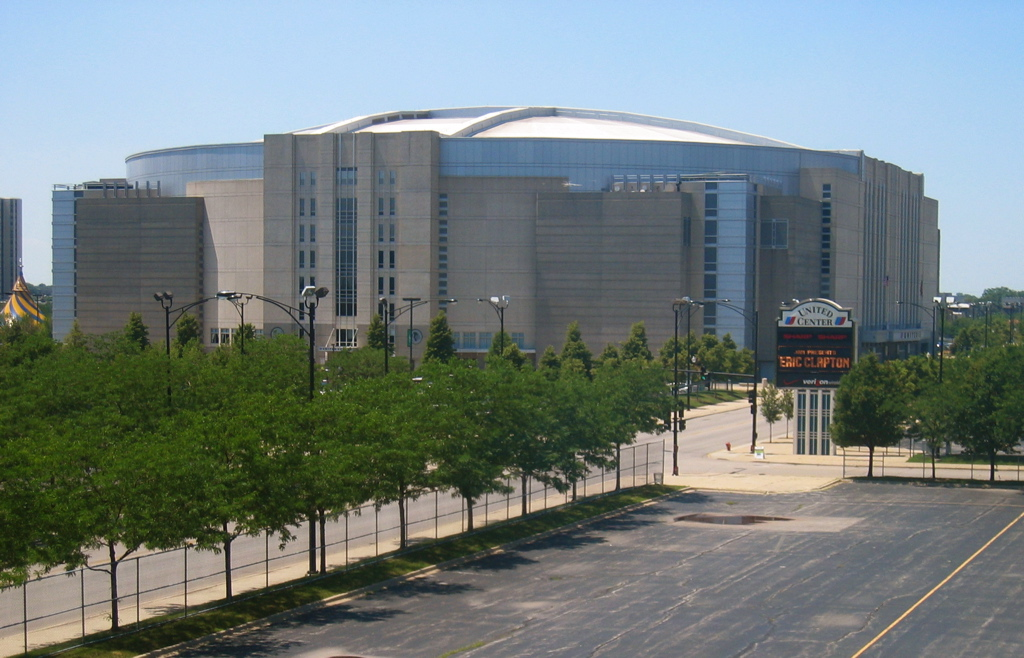
ملعب اليونايتد سنتر الخاص بفريقي شيكاغو بولز وشيكاغو وايت هوكس

حصلت شيكاغو على لقب «أفضل مدينة رياضية» في الولايات المتحدة من قبل برنامج «سبورتنغ نيوز» في ثلاث مناسبات أعوام 1993 و 2006 و 2010. وتعتبر مع بوسطن المدينتين الأميركيتين الوحيدتين في اللتين استضافتا بشكل متواصل منذ عام 1871 فرق تشارك في البطولات الأميركية الكبرى (مع استثناء عامي 1872 و 1873 حيث منع حريق شيكاغو الكبير فرق المدينة من المشاركة بأي بطولة لأسباب قهرية). بالإضافة إلى ذلك فشيكاغو هي إحدى 6 مدن أميركية مع بوسطن، ديترويت، لوس أنجيلوس، فيلاديلفيا ونيويورك الذين فازت فرق متمركزة فيهم بألقاب الدوريات الرياضية الأربع الكبرى (كرة القدم الأمريكية، كرة السلة، كرة القاعدة والهوكي على الجليد)، كما أنها مع نيويورك ولوس أنجلوس استطاعوا إضافة لقب دوري كرة القدم الأمريكي إلى الألقاب الأربع الكبرى.
المدينة هي مركز لفريقين مشاركين في دوري كرة القاعدة الرئيسي وهما الشيكاغو كابس الذي يقع مقره في الـ«ريغلي فيلد» في شمال المدينة والشيكاغو وايت سوكس الذي يتمركز في ملعب الـ«يو أس سالولي فيلد» الواقع في الجانب الجنوبي من المدينة. وتعتبر شيكاغو بذلك المدينة الوحيدة التي تمتلك أكثر من فريق كرة قاعدة ينافس في البطولة الرئيسية ويعتبر فريق الكابس الفريق الأقدم في الولايات المتحدة الذي لم يقم بتغيير المدينة التي يتمركز بها حيث ما زال يلعب في شيكاغو منذ عام 1871 وهو الفريق الذي يمتلك أكبر عدد من المباريات وأكثر فريق فائز بمباريات في الدوري الرئيسي منذ عام 1876. ورغم هذه الأرقام أن الفريق لم يستطع الفوز إلا ببطولتين للدوري. أما الوايت سوكس فيلعبون في الدوري الرئيسي منذ عام 1901 وقد فازوا بالبطولة في ثلاث مناسبات (1906، 1917 و 2005).
ينافس الشيكاغو بيرز في الدوري الوطني لكرة القدم الأمريكية حيث استطاع إحراز اللقب في 9 مناسبات، وهو الفريق الفائز بأكبر عدد من المباريات في تاريخ الدوري وثاني أكثر فريق إحرازاً للقب بعد غريمه التقليدي الـغرين باي باكرز. يستخدم البيرز ملعب الـ«السوليدير فيلد» الذي سُميَ على اسم رجال ونساء القوات المسلحة الأميريكية ويقع قرب بحيرة ميشيغين، وقد تم تجديد الملعب عام 2003 حيث تمت إضافة سعته وتطويره ولكن هذا التجديد أدى إلى أن يخسر الملعب عام 2006 صفته كمعلم تاريخي وطني مدرج في سجلات الدولة الأميركية.
وينافس فريق الشيكاغو بولز في دوري الرابطة الأميركية لكرة السلة وقد عرف شهرة عالمية واسعة في التسعينات من القرن الماضي حيث تمكن الفريق بقيادة مايكل جوردن من إحراز لقب البطولة الوطنية في 6 مناسبات. . كما أن الفريق ضم ديريك روز الذي يعتبر حتى الآن أصغر لاعب حائز على جائزة أفضل لاعب في الدوري (فاز بها عام 2011).
أما فريق الشيكاغو وايت هوكس فينافس في دوري الوطني للهوكي على الجليد الذي بدأ عام 1926 ويعتبر أحد الفرق الستة المؤسسة. للدوري، أحرز الفريق لقب كأس ستانلي الذي يمنح للفريق الفائز بالبطولة 6 مرات كان آخرها عام 2015، وهو والبولز يستخدمون ملعب اليونايتد سنتر الذي يقع في الجانب الغربي من المدينة.
تستضيف المدينة سنويا ومنذ عام 1977 ماراتون شياكاغو (باستثاء عام 1987)، ويعد هذا السباق واحد من الـ6 ماراتونات الكبرى في العالم.
بشكل عام تعتبر شيكاغو مركز مهم للرياضة الأمريكية وقد ترشحت المدينة لاستقبال أولمبياد 2016.

## البنى التحتية

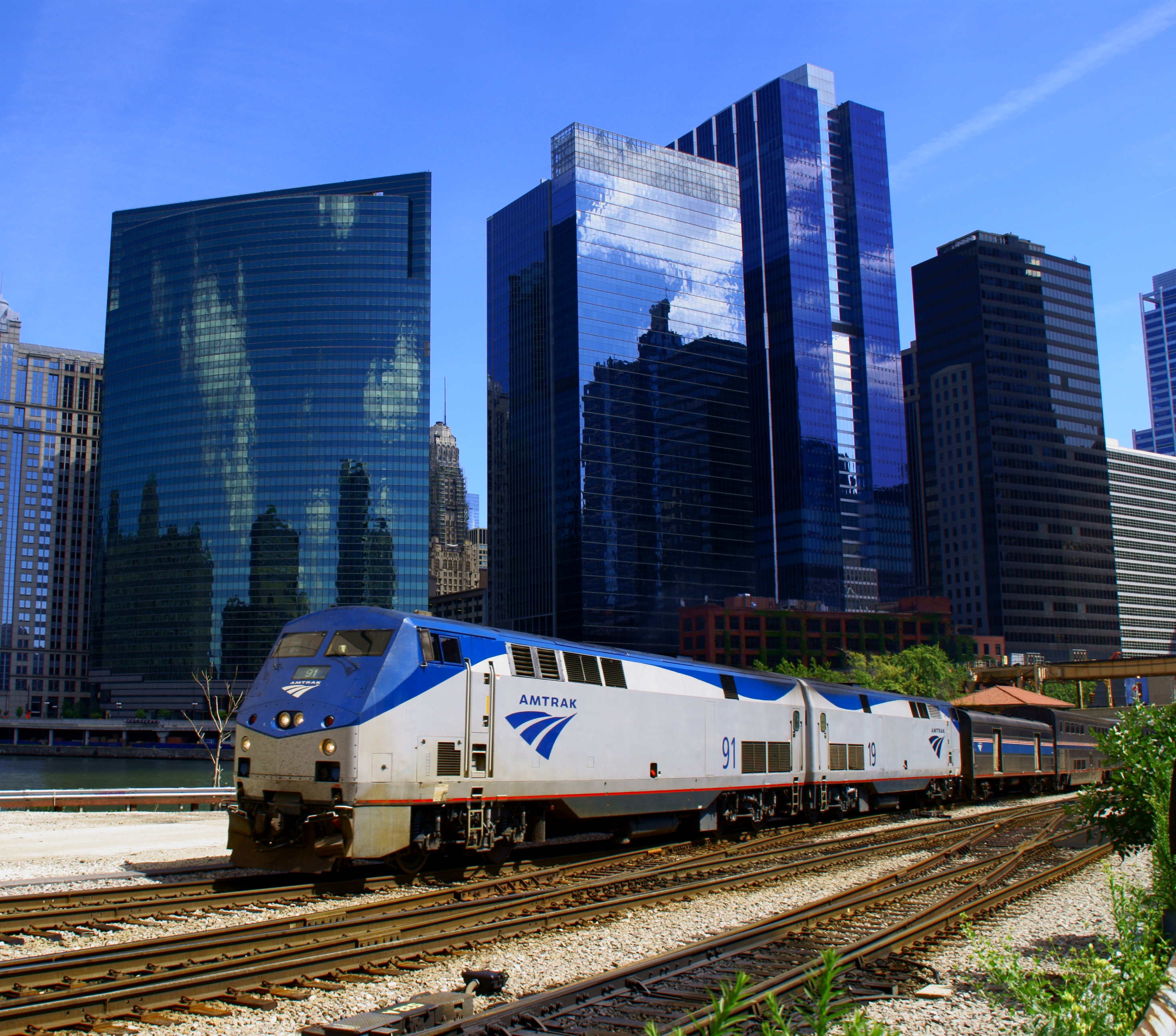
قطار في شيكاغو

### قطاع النقل
في شيكاغو تتواجد اثنين من المطارات الدولية الرئيسية، المطار الدولي ميدواي وهو مطار داخلي وهذا المطار انطلقت منه الطائرة التي كانت تحمل القنبلة النووية التي فجّرت في هيروشيما، مطار أوهير الدولي (الثانية الأكثر ازدحاما في العالم من حيث عدد الركاب). شبكة مترو الانفاق (Chicago 'L') تستعمل بشكل كبير. يتكون المترو من ثمانية مسارات رئيسية وهي: المسار الأحمر وهو الأكثر ازدحاما إذ أنه هو والمسار الأزرق يكون تحت الخدمة 24 ساعة. المسار الأزرق يربط مطار أوهير بوسط المدينة والمسار البرتقالي يربط مطار مدواي بوسط المدينة.
يوجد أيضا المسار الأخضر والبني والزهري والأصفر والبنفسجي.

## تعليم

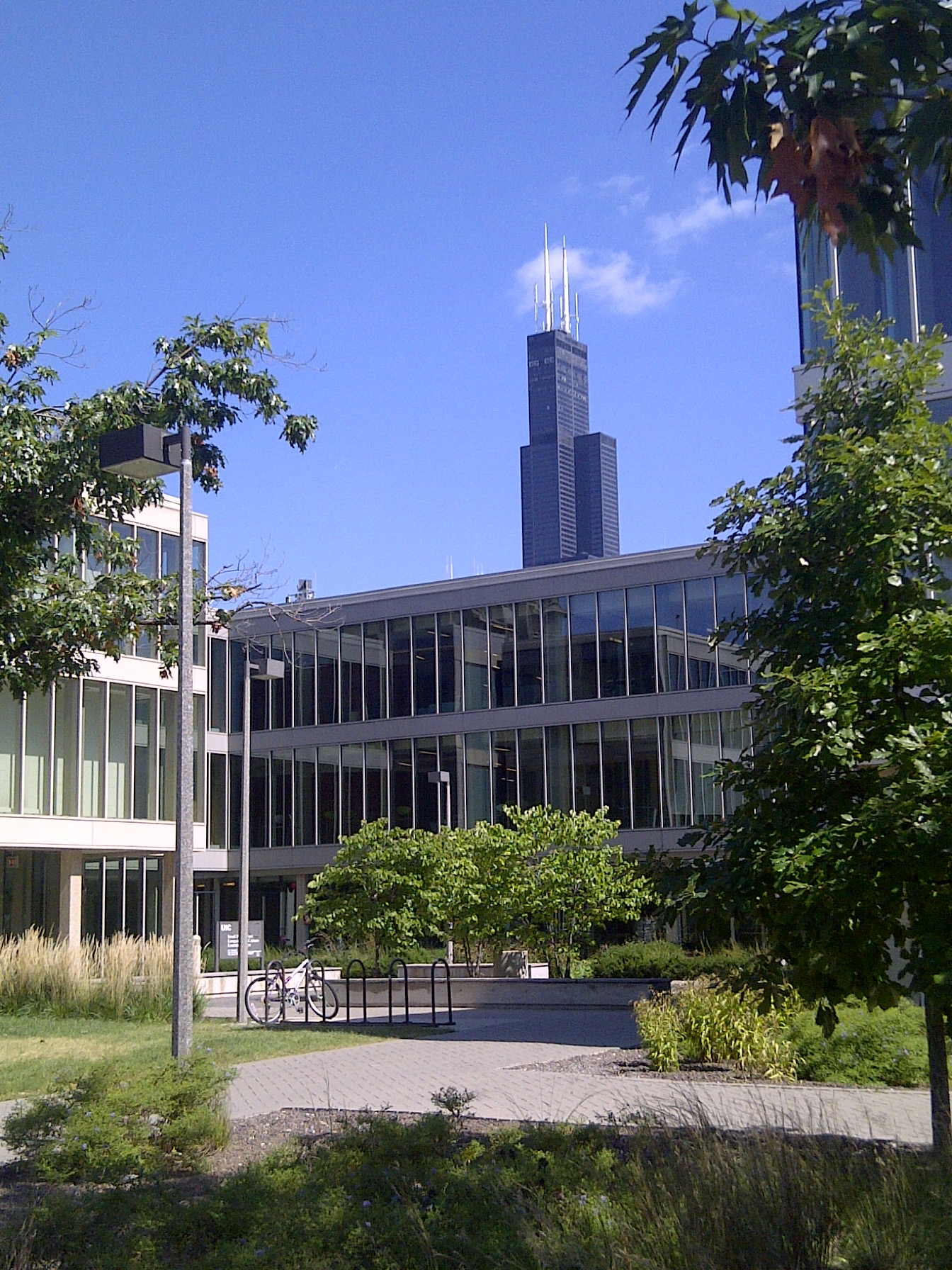
حرم جامعة إلينوي في شيكاغو

- مدارس شيكاغو الحكومية

### التعليم الجامعي
تعتبر شيكاغو مركز تعليمي مهم على مستوى الولايات المتحدة الأمريكية والعالم، حيث تحتوي على العديد من الجامعات والكليات ذات المستوى التعليمي العالي ومن أشهر الجامعات في شيكاغو
- جامعة شيكاغو.
- جامعة نورثويسترن.
- جامعة إلينوي في شيكاغو.
- جامعة ليولا بشكاغو.
- معهد إلينوي التقني.
- جامعة ديبول.

## سياسيا
المدينة ينحدر منها الرئيس المنتخب الأمريكي باراك أوباما والتي كان يسكن فيها قبل انتخابه رئيسا والتي كان أيضا السيناتور الذي يمثلها في مجلس الشيوخ قبل انتخابه تعتبر المدينة والولاية ديمقراطيتان وقد حصل الرئيس أوباما على أصوات المجمع الانتخابي لولاية إلينوي البالغ عدده 21 صوت وقد صوّت أوباما في هذه المدينة وألقى خطبة الانتصار فيها في جراند بارك وسط حشد ضخم من الناس.

## الجريمة
معدل القتل المتعمد في المدينة يساوي 18.5 لكل 100.000 مقيم في عام 2012 (هذا التصنيف شمل المدن الأمريكية التي تحتوي على عدد سكان 100.000 أو أكثر واحتلت المدينة فيه المرتبة 16), يعد معدل الجريمة هذا أقل من بعض المدن الأمريكية الأصغر من شيكاغو ولكنها تحتل معدل جريمة أعلى من مدينتي نيويورك ولوس أنجلوس المدينتين الأكبر في الولايات المتحدة. في عام 2012 أيضاً شهدت المدينة ازدياد كبير في عدد عمليات القتل لتصل إلى 506 قتيل بالعام، لتكن بذلك المدينة رقم 21 على مستوى الولايات المتحدة ككل من خلال معدل القتل المتعمد للأفراد. هذه المعدلات تحسنت بشكل ملحوظ في بدايات عام 2013 من خلال هبوط بمستوى كافة الجرائم في المدينة بنسبة (26%).

## وصلات خارجية
- الموقع الرسمي لمدينة شيكاغو (بالإنجليزية)